# Feyenoord Basketbal
El Feyenoord Basketbal es un equipo de baloncesto holandés que compite en la BNXT League, la nueva liga fruto de la fusión de la Dutch Basketball League neerlandesa y la Pro Basketball League belga. Tiene su sede en la ciudad de Róterdam. Disputa sus partidos en el Topsportcentrum.

## Nombres
- Ide Trading (1995-1999)
- Gunco (1998-2002)
- Rotterdam Basketball (2002-2007)
- Rotterdam Challengers (2007-2010)
- Rotterdam Basketbal (2010-2012)
- Rotterdam Basketbal College (2012-2014)
- Challenge Sports Rotterdam (2014-2016)
- Forward Lease Rotterdam (2016-2018)
- Feyenoord Basketbal (2018-)

## Palmarés
- Liga Holandesa
  - Finalista (1): 2006

## Trayectoria
| Temporada | Nivel | Liga       | Pos. | Postemporada     | NBB Cup          |
| --------- | ----- | ---------- | ---- | ---------------- | ---------------- |
| 1988–89   | 1     | Eredivisie | 9    | –                |                  |
| 1991–92   | 1     | Eredivisie | 11   | –                |                  |
| 1992–93   | 1     | Eredivisie | 8    | Cuartos de final |                  |
| 1993–94   | 1     | Eredivisie | 9    | –                |                  |
| 1994–95   | 1     | Eredivisie | 8    | –                |                  |
| 1995–96   | 1     | Eredivisie | 3    | Cuartos de final |                  |
| 1996–97   | 1     | Eredivisie | 6    | Cuartos de final |                  |
| 1997–98   | 1     | Eredivisie | 6    | Cuartos de final |                  |
| 1998–99   | 1     | Eredivisie | 8    | Cuartos de final |                  |
| 1999–00   | 1     | Eredivisie | 8    | Cuartos de final |                  |
| 2000–01   | 1     | Eredivisie | 5    | –                |                  |
| 2001–02   | 1     | Eredivisie | 10   | –                |                  |
| 2002–03   | 1     | Eredivisie | 9    | –                |                  |
| 2003–04   | 1     | Eredivisie | 9    | –                |                  |
| 2004–05   | 1     | Eredivisie | 4    | Semifinalista    |                  |
| 2005–06   | 1     | Eredivisie | 4    | Semifinalista    | Finalista        |
| 2007–08   | 1     | Eredivisie | 6    | Cuartos de final |                  |
| 2008–09   | 1     | Eredivisie | 10   | –                |                  |
| 2009–10   | 1     | Eredivisie | 10   | –                | 4ª ronda         |
| 2010–11   | 1     | DBL        | 10   | –                | 4ª ronda         |
| 2011–12   | 1     | DBL        | 8    | –                | Cuartos de final |
| 2012–13   | 1     | DBL        | 10   | –                | 4ª ronda         |
| 2013–14   | 1     | DBL        | 9    | –                | Cuartos de final |
| 2014–15   | 1     | DBL        | 5    | Cuartos de final | Cuartos de final |
| 2015–16   | 1     | DBL        | 6    | Cuartos de final |                  |
| 2016–17   | 1     | DBL        | 5    | Cuartos de final |                  |
| 2017–18   | 1     | DBL        | 5    | Semifinalista    |                  |
| 2018–19   | 1     | DBL        | 8    | Cuartos de final |                  |